# Kanton Libourne
Kanton Libourne (fr. Canton de Libourne) je francouzský kanton v departementu Gironde v regionu Akvitánie. Tvoří ho 10 obcí.

## Obce kantonu
- Arveyres
- Les Billaux
- Cadarsac
- Izon
- Lalande-de-Pomerol
- Libourne
- Pomerol
- Saint-Émilion
- Saint-Sulpice-de-Faleyrens
- Vayres